# Valleyview (Ohio)
Valleyview es una villa ubicada en el condado de Franklin en el estado estadounidense de Ohio. En el Censo de 2010 tenía una población de 620 habitantes y una densidad poblacional de 1.574,89 personas por km².

## Geografía
Valleyview se encuentra ubicada en las coordenadas 39°57′50″N 83°4′20″O / 39.96389, -83.07222. Según la Oficina del Censo de los Estados Unidos, Valleyview tiene una superficie total de 0.39 km², de la cual 0.39 km² corresponden a tierra firme y (1.97%) 0.01 km² es agua.

## Demografía
Según el censo de 2010, había 620 personas residiendo en Valleyview. La densidad de población era de 1.574,89 hab./km². De los 620 habitantes, Valleyview estaba compuesto por el 90% blancos, el 5% eran afroamericanos, el 0.32% eran amerindios, el 0.81% eran asiáticos, el 0.97% eran isleños del Pacífico, el 1.94% eran de otras razas y el 0.97% pertenecían a dos o más razas. Del total de la población el 4.35% eran hispanos o latinos de cualquier raza.